# 三津屋北
三津屋北（みつやきた）は、大阪府大阪市淀川区にある町名。現行行政地名は三津屋北一丁目から三津屋北三丁目。

## 地理
淀川区の北西部に位置し、東に新高、西に加島、南に三津屋中、川を挟んで北に豊中市と接している。

### 河川
- 神崎川

## 世帯数と人口
2019年（令和元年）9月30日現在の世帯数と人口は以下の通りである。
| 丁目           | 世帯数    | 人口    |
| -------------- | --------- | ------- |
| 三津屋北一丁目 | 1,858世帯 | 3,599人 |
| 三津屋北二丁目 | 915世帯   | 1,797人 |
| 三津屋北三丁目 | 56世帯    | 87人    |
| 計             | 2,829世帯 | 5,483人 |

### 人口の変遷
国勢調査による人口の推移。
| 1995年（平成7年）  | 3,767人 | [ 5 ] |  |
| 2000年（平成12年） | 4,011人 | [ 6 ] |  |
| 2005年（平成17年） | 3,733人 | [ 7 ] |  |
| 2010年（平成22年） | 3,754人 | [ 8 ] |  |
| 2015年（平成27年） | 3,768人 | [ 9 ] |  |

### 世帯数の変遷
国勢調査による世帯数の推移。
| 1995年（平成7年）  | 1,592世帯 | [ 5 ] |  |
| 2000年（平成12年） | 1,803世帯 | [ 6 ] |  |
| 2005年（平成17年） | 1,702世帯 | [ 7 ] |  |
| 2010年（平成22年） | 1,790世帯 | [ 8 ] |  |
| 2015年（平成27年） | 1,901世帯 | [ 9 ] |  |

## 学区
市立小・中学校に通う場合、学区は以下の通りとなる。なお、小学校・中学校入学時に学校選択制度を導入しており、通学区域以外に淀川区にある以下の通学区域に隣接する校区にある小学校・中学校から選択することも可能。
| 丁目           | 番   | 小学校               | 中学校               |
| -------------- | ---- | -------------------- | -------------------- |
| 三津屋北一丁目 | 全域 | 大阪市立三津屋小学校 | 大阪市立美津島中学校 |
| 三津屋北二丁目 | 全域 | 大阪市立三津屋小学校 | 大阪市立美津島中学校 |
| 三津屋北三丁目 | 全域 | 大阪市立三津屋小学校 | 大阪市立美津島中学校 |

## 事業所
2016年（平成28年）現在の経済センサス調査による事業所数と従業員数は以下の通りである。
| 丁目           | 事業所数  | 従業員数 |
| -------------- | --------- | -------- |
| 三津屋北一丁目 | 143事業所 | 679人    |
| 三津屋北二丁目 | 57事業所  | 775人    |
| 三津屋北三丁目 | 25事業所  | 622人    |
| 計             | 225事業所 | 2,076人  |

## 交通

### 鉄道
- 阪急電鉄
  - 神戸本線 神崎川駅（所在地は、新高六丁目であるが、西口側が三津屋北に入っている。）

## 施設
- 淀川警察署 神崎川交番
- 北おおさか信用金庫 三津屋支店
- 阪急オアシス 神崎川店

## その他

### 日本郵便
- 〒532-0032[3]（集配局：淀川郵便局[13]）